# Larinus araxicola
Larinus araxicola là một loài true weevil được tìm thấy ở Araks valley ở đông bắc Thổ Nhĩ Kỳ.
The weevil feeds on Centaurea polypodiifolia L. (Asteraceae). đối với con cái lay eggs on the flowerheads, và larvae undergo development inside the flower heads.